# Агрономічна сільська територіальна громада
Агрономічна сільська територіальна громада — територіальна громада в Україні, у Вінницькому районі Вінницької області. Адміністративний центр — село Агрономічне.
Утворена 3 грудня 2019 року шляхом об'єднання Агрономічної та Бохоницької сільських рад Вінницького району.
12 червня 2020 року до громади приєднані Ільківська та Медвежо-Вушківська сільські ради.

## Населені пункти
До складу громади входять 6 сіл: Агрономічне, Бохоники, Горбанівка, Ільківка, Медвеже Вушко та Рівець. 